# Torremaggiore
Torremaggiore ist eine italienische Gemeinde mit 16.471 Einwohnern (Stand 31. Dezember 2023) in der Provinz Foggia (FG), Region Apulien. Sie ist bekannt für ihre Wein- und Speiseölproduktion.
Die Nachbargemeinden sind Casalvecchio di Puglia, Castelnuovo della Daunia, Lucera, Rotello (CB), San Paolo di Civitate, San Severo, Santa Croce di Magliano (CB) und Serracapriola.

## Geschichte
Torremaggiore hat seine Wurzeln in der rund zehn Kilometer entfernten byzantinischen Grenzfestung Castel Fiorentino, die 1018 von Basilios Boioannes, dem Katepan des Themas Italien, gegründet wurde. Castel Fiorentino ging später in normannischen, staufischen, angevinischen und aragonesischen Besitz über und ist insbesondere als Sterbeort von Friedrich II. (1250) bekannt. 1255 wurde die Festung von Truppen des Kirchenstaats angegriffen, worauf die Bevölkerung des Orts Schutz bei der nahe gelegenen Benediktinerabtei San Pietro suchte. Der Abt erlaubte ihnen, eine neue Siedlung zu gründen, die erst den Namen Codacchio trug, dann – nach der Vereinigung mit der Einwohnerschaft einer anderen kleinen Festung namens Dragonara – Terra Maior, von wo sich die italienische Ortsbezeichnung herleitet. Der Ort musste nach einem Erdbeben am 30. Juli 1627 beinahe vollständig neu aufgebaut werden.
Torremaggiore war während Jahrhunderten Besitz der regionalen Feudalherren, der Fürsten di Sangro zu San Severo. Von besonderem historischen Interesse ist das herzogliche Kastell, ein Renaissancebau, der auf einen normannischen Festungsturm zurückgeht. Auffallend sind die sechs Türme, vier runde und zwei quadratische. Der Thronsaal ist mit einem Fresko aus dem 17. Jahrhundert ausgeschmückt. In dem Kastell befindet sich auch eine archäologische Ausstellung mit Funden aus Fiorentino.

## Städtepartnerschaften
- Canosa di Puglia, Italien, seit 2003
- Buffalo, USA, seit 2004
- Villafalletto, Italien, seit 2009

## Söhne und Töchter des Orts
- Luigi Rossi (um 1598–1653), Komponist
- Raimondo di Sangro (1710–1771), Alchemist und Wissenschaftler
- Niccolò Fiani (1757–1799), Aktivist der Parthenopäischen Republik
- Nicola Sacco (1891–1927), Anarchist in den USA
- Umberto Pettinicchio (* 1943), Maler und Bildhauer